# 横通村
横通村（よこどおりむら）は、かつて岐阜県恵那郡に存在した村である。現在は恵那市明智町の一部である。

## 大字・字
- 大字：無し
- 字：北澤、前洞、中洞、東洞、下洞、柏尾、向平、雨堤、下横手、前田、岩竹坂、しをりど、藤田、渡瀬、颪、乳曾、乳曾洞、すげんとう、岩竹、瀧の口、青柏、西安、梅ケ久保、平柴、下平、横平、土助、澤の尻、大畑、笹久谷、宵、上の切、久原、柳ケ入、はぜいし、瀧坂、長久谷、洞田、才坂、虚澤、中畑、向洞、やさがいと、あづき田、平柴

## 歴史
- 平安時代 - 美濃国恵那郡遠山荘の一部
- 鎌倉時代 - 地頭　遠山氏の分家　明知遠山氏の領地
- 江戸時代 - 旗本の明知遠山氏の領地。
- 1875年（明治8年） - 才坂村、土助村、安主村、颪村、柏尾村、岩竹村が合併し、横通村となる。
- 1889年（明治22年）7月1日 -横通村と野原村、浅谷村、横通村が合併し、三濃村が発足[1][2][3]。
  - 三濃村のその他の部分（旧・野原村、浅谷村）が愛知県東加茂郡旭村に編入される[3]。

## 分割編入の経緯[4]
三濃村が分割・越境編入となったのは、三濃村の北部（旧・横通村）と南部（旧・野原村、浅谷村）が峠で隔たれており、交流面でも北部が明智町、南部が旭村との繋がりが深かったからである。越境合併の場合、様々な問題が発生することが多いのだが、三濃村の場合、住民同士の大きなトラブルは少なく、比較的順調に行われたという。
- 1953年（昭和28年）、岐阜県は三濃村と串原村との合併を計画する。
- 1954年（昭和29年）1月、三濃村は愛知県旭村から合併の申し入れを受け、1月28日には検討を開始する。村は旧・野原村、浅谷村は旭村への合併、旧・横通村は明智町への合併で意見がまとまる。この動きに対し、岐阜県は反対、愛知県は静観の立場をとる。
- 同年9月、三濃村と明智町とで旧・横通村の編入で合意がなされる。同じ頃、岐阜県と三濃村とで数度にわたり話し合いが行われ、県側は越境編入に賛成に方針変更し、1955年4月1日に分割・越境編入に決定する。